# Lista över countyn i Maryland

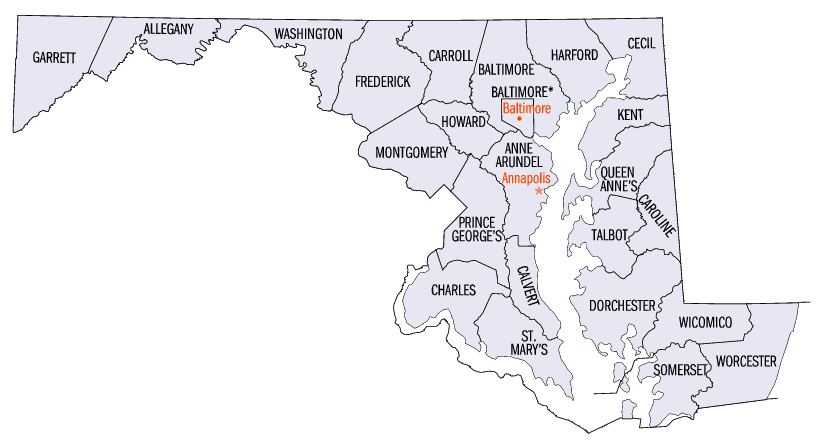
Marylands Countyn

Detta är en lista över de 21 countyn som finns i delstaten Maryland i USA.  Staden Baltimore ingår inte i något county, utan är ett självständigt administrativt område.
| County                 | Huvudort (county seat) | Grundat |
| ---------------------- | ---------------------- | ------- |
| Allegany County        | Cumberland             | 1789    |
| Anne Arundel County    | Annapolis              | 1650    |
| Baltimore County       | Towson                 | 1659    |
| Calvert County         | Prince Frederick       | 1654    |
| Caroline County        | Denton                 | 1773    |
| Carroll County         | Westminster            | 1837    |
| Cecil County           | Elkton                 | 1672    |
| Charles County         | La Plata               | 1658    |
| Dorchester County      | Cambridge              | 1668    |
| Frederick County       | Frederick              | 1748    |
| Garrett County         | Oakland                | 1872    |
| Harford County         | Bel Air                | 1773    |
| Howard County          | Ellicott City          | 1851    |
| Kent County            | Chestertown            | 1642    |
| Montgomery County      | Rockville              | 1776    |
| Prince George's County | Upper Marlboro         | 1696    |
| Queen Anne's County    | Centreville            | 1706    |
| St. Mary's County      | Leonardtown            | 1637    |
| Somerset County        | Princess Anne          | 1666    |
| Talbot County          | Easton                 | 1662    |
| Washington County      | Hagerstown             | 1776    |
| Wicomico County        | Salisbury              | 1867    |
| Worcester County       | Snow Hill              | 1742    |